# Natalia Gontjarova (handbollsspelare)
Natalja Leonidovna Gontjarova (ryska: Наталья Леонидовна Гончарова), född 24 februari 1972 i Rostov-na-Donu, Sovjetunionen, är en rysk tidigare handbollsspelare, som blev världsmästare 2001. Hon spelade i anfall som vänstersexa, i försvar ibland som "indian" i ett 5:1 försvar.

## Klubbkarriär
Gontjarova började spela handboll i GK Rostov-Don, under den kända tränaren Nadezjda Ganzjula. Hon tävlade i EHF:s cuper på 1990-talet för Rostovklubben. Hon spelade sedan för GK Lada i ryska ligan. Hon var en snabb kontringsspelare och var ofta straffläggare i klubblaget. Efter sin ryska karriär spelade hon några år i Ukraina.

## Landslagskarriär
Lite är känt om Gontjarovas landslagskarriär, varken landslagsår eller antal matcher, men hennes främsta meriter är kända. Hon blev bronsmedaljör vid EM 2000 i Rumänien och världsmästare ett år senare i Italien 2001.